# Oberndorf am Lech
Oberndorf am Lech (ufficialmente Oberndorf a.Lech) è un comune di 2 367 abitanti della Baviera, in Germania.

Appartiene al distretto governativo (Regierungsbezirk) della Svevia ed al circondario (Landkreis) di Danubio-Ries (targa DON).